# Bernie Federko
Bernard Allan „Bernie“ Federko (* 12. Mai 1956 in Foam Lake, Saskatchewan) ist ein ehemaliger kanadischer Eishockeyspieler. Der Center bestritt zwischen 1976 und 1990 exakt 1000 Partien in der National Hockey League, wobei er nahezu seine gesamte Karriere – abgesehen von einem letzten Jahr bei den Detroit Red Wings – im Trikot der St. Louis Blues verbrachte. Bei dem Team, das er auch kurzzeitig als Mannschaftskapitän anführte und bei dem seine Trikotnummer 24 gesperrt ist, hält er bis heute gültige Franchise-Rekorde, darunter für die meisten Spiele, Torvorlagen und Scorerpunkte. Darüber hinaus wurde er zum 22. Spieler der NHL-Historie, der den Meilenstein von 1000 Scorerpunkten erreichen konnte, sodass man ihn im Jahre 2002 in der Hockey Hall of Fame berücksichtigte.

## Karriere
In seiner Juniorenzeit spielte Federko für die Saskatoon Blades in der Western Canada Hockey League (WCHL). Auf Grund seiner guten Leistungen dort wählten ihn die St. Louis Blues beim NHL Amateur Draft 1976 bereits in der ersten Runde an Stelle 7 aus. Ebenso berücksichtigten ihn die Edmonton Oilers im WHA Amateur Draft 1976 an sechster Position, jedoch sollte er weder für das Team noch in der Liga auflaufen.
Die Saison 1976/77 begann Federko in der Central Hockey League im Farmteam der Blues, bei den Kansas City Blues. Hier wurde er, nachdem er nach 42 Spielen Topscorer der Liga war, in die NHL geholt. Hier spielte er in seiner ersten Saison noch 31 Spiele, in denen er drei Hattricks erzielte. Nach einem mäßigen zweiten Jahr brachte er es in der Saison 1978/79 auf 95 Punkte und konnte in acht aufeinanderfolgenden Jahren immer über 80 Punkte erzielen, wobei er viermal die 100-Punkte-Marke erreichte. Zum Ende der Saison 1987/88 konnte er als erster Spieler der NHL-Geschichte auf 10 aufeinanderfolgende Spielzeiten mit über 50 Vorlagen zurückblicken. In einer Zeit, in der die Eishockeywelt jedoch vor allem auf den jungen Wayne Gretzky schaute, kam Bernie Federko nie der Ruhm zu, den er verdient hätte. So wählte ihn die Zeitschrift „Goal“ im Jahre 1986 zum meistübersehenen Eishockeyspieler.
Als 22. Spieler der NHL erreichte er am 19. März 1988 die 1.000-Punkte-Marke. Nach der enttäuschenden Saison 1988/89, in der er nur einen Punkt pro Spiel erzielte, wurde er an die Detroit Red Wings abgegeben. Im Gegenzug kam unter anderem Adam Oates nach St. Louis. Bei den Red Wings spielte er wieder unter seinem alten Trainer Jacques Demers. Hinter Steve Yzerman bekam er nicht so viel Eiszeit wie bei den Blues. Auch die Saison in Detroit verlief enttäuschend und Federko beendete nach genau 1.000 NHL-Einsätzen seine aktive Karriere. Seine 13 Spielzeiten, 927 Partien, 721 Torvorlagen und 1073 Scorerpunkte stellen bis heute die jeweiligen Franchise-Rekorde der St. Louis Blues dar. Am 16. März 1991 wurde sein Trikot mit der Nummer 24 unter dem Dach des Stadions in St. Louis aufgehängt; sie wird seitdem nicht mehr vergeben. Er blieb den Blues treu und arbeitet noch heute als Fernsehkommentator für das Team. Im Jahre 2002 wurde er zudem mit der Aufnahme in die Hockey Hall of Fame geehrt.

## Erfolge und Auszeichnungen
| - 1976 Brownridge Trophy - 1976 WCHL Most Valuable Player - 1976 WCHL First All-Star Team - 1977 CHL Rookie of the Year - 1977 CHL Second All-Star Team | - 1980 Teilnahme am NHL All-Star Game - 1981 Teilnahme am NHL All-Star Game - 1991 Sperrung der Trikotnummer 24 durch die St. Louis Blues - 2002 Aufnahme in die Hockey Hall of Fame |

## Karrierestatistik
(Legende zur Spielerstatistik: Sp oder GP = absolvierte Spiele; T oder G = erzielte Tore; V oder A = erzielte Assists; Pkt oder Pts = erzielte Scorerpunkte; SM oder PIM = erhaltene Strafminuten; +/− = Plus/Minus-Bilanz; PP = erzielte Überzahltore; SH = erzielte Unterzahltore; GW = erzielte Siegtore; 1 Play-downs/Relegation; Kursiv: Statistik nicht vollständig)